# Фёрз, Колин Питер
Колин Питер Фёрз (англ. Colin Peter Furze, род. 14 октября 1979, Стамфорд, графство Линкольншир) — английский сантехник, каскадёр и изобретатель. Колин ушёл из школы в 16 и стал сантехником. Он работал в этой сфере до выхода передачи Gadget Geeks на канале Sky1. Колин использует свои навыки, чтобы создавать хитроумные изобретения, такие как стена смерти, самый длинный в мире мотоцикл, самую быструю в мире детскую коляску на турбореактивной тяге и велосипед с пульсирующим реактивным двигателем.

## Изобретения
Колин Фёрз создал множество хитроумных изобретений, которые можно увидеть на его YouTube-канале.
23 марта 2010 Колин загрузил на свой канал видео о модифицированном скутере. На скутер был установлен огнемёт, выстреливающий пламя на 15 футов (4,6 м) в воздух. 25 марта 2010 Фёрз был арестован полицией Линкольншира за хранение оружия. Он был выпущен под залог без предъявления обвинений 6 мая 2010. Это была третья попытка создания скутера-огнемёта (первый не поджигал смесь, второй загорелся).
5 мая 2014 Колин выложил первое видео серии роликов о создании приспособлений в стиле Людей Икс. Видео о когтях Росомахи на пневматическом приводе собрало более 3 миллионов просмотров за неделю.

## Достижения
14 октября 2010 Колин объявил, что он модифицировал скутер мобильности, который развивает скорость в 71 миль в час (114 км/ч) и попытается поставить рекорд Гиннесса. Постройка заняла почти три месяца, на скутер был установлен мотоциклетный двигатель объёмом 125 см3.
10 октября 2012 на канале Колина появилось видео с модифицированной детской коляской, которая разгоняется до 30 миль в час (48 км/ч), что делает её самой быстрой детской коляской в мире. Через год Колин дал интервью журналу Popular Science, где рассказал о своей коляске.

## Телевидение
Колин выступал в качестве эксперта в Gadget Geeks, программе о технологиях и гаджетах, которая выходила в эфир в 2012 году. Также Колин показал свои когти Росомахи на шоу Virtually Famous 28 июля 2014.